# Judolia quadrata
Judolia quadrata är en skalbaggsart som först beskrevs av Leconte 1873.  Judolia quadrata ingår i släktet Judolia och familjen långhorningar. Inga underarter finns listade i Catalogue of Life.